# Piramide di Tokyo
La piramide di Tokyo è un progetto di un'enorme struttura multifunzionale nella baia di Tokyo, in Giappone. La sua altezza sarà 5 volte superiore alla grande piramide di Giza, dovrebbe ospitare circa 750.000 persone e sarà alta 3293 ft (1004 m). Se verrà costruita, rappresenterà la più grande opera mai eseguita dall'uomo, con l'obiettivo di soddisfare la richiesta di spazio a Tokyo.
L'enorme piramide di Tokyo, è mostrata su Discovery Channel e sui documentari Megacostruzioni.

## Dimensioni
Il perimetro delle fondazioni strutturali sarà di 2.800 metri, con una superficie di 8 km².
La superficie calpestabile sarà di 88 km² con 8 livelli di utilizzo.
- Livello 1-4: destinazione d'uso residenziale e uffici.
- Livello 5-8: ricerca, attività ricreative e tempo libero.

Ogni livello ha un'altezza di 250,5

## Utilizzo
La destinazione d'uso della ciclopica costruzione sarà residenziale, commerciale, ricreativa e di ricerca scientifica.
50 km² saranno utilizzati per 240.000 unità abitative, sufficienti per 750.000 persone. Ogni costruzione utilizzerà fonti di energia rinnovabili proprie (energia solare ed energia eolica). 24 km² saranno assegnati a uffici ed esercizi commerciali, che impiegheranno 800.000 persone. I rimanenti 14 km² saranno utilizzati per la ricerca e tempo libero.

## Materiali e processi costruttivi
I materiali utilizzati avranno caratteristiche adatte a sopportare notevoli sollecitazioni: vento, sismi (poiché il Giappone è situato a ridosso della cosiddetta cintura di fuoco del Pacifico) e persino tsunami.
La struttura esterna della piramide di Tokyo sarà aperta agli agenti atmosferici, con il vantaggio di garantire un adeguato ricambio d'aria e consentendo alle unità abitative di sfruttare anche l'energia eolica.
Il telaio sarà realizzato con speciali nanotubi di carbonio, e le ricerche sono tuttora in corso per la loro ottimizzazione per la piramide di Tokyo. Alta resistenza e grande duttilità sono indubbiamente le prerogative richieste a tali materiali, al fine di garantire un alto standard di resistenza e di sicurezza.
Gli elementi strutturali saranno rivestiti con celle solari fotovoltaiche, per convertire la luce del sole in energia elettrica, e apportare un sostanziale contributo per l'alimentazione energetica dell'intero complesso. Si sta studiando analogamente l'energia eolica e persino una metodologia per sfruttare l'energia delle onde dell'oceano.
Il problema degli tsunami ha comportato complessi studi sulla sicurezza e l'obbiettivo non è stato solo quello di garantire una sufficiente resistenza della struttura alle violentissime onde oceaniche di uno tsunami. Gli scienziati intendevano addirittura usare la resistenza della piramide di Tokyo per schermare l'entroterra dai danni catastrofici delle ondate.
La tecnica costruttiva, avanzata da un architetto italiano, Dante Bini, permetterà un notevole risparmio di tempo e di risorse rispetto all'utilizzo di una tecnica adoperata da un cantiere di tipo classico. Grossi robot assembleranno la struttura a telaio e con l'impiego di camere d'aria gonfiabili, gli elementi del telaio verranno posizionati fino al primo livello costruttivo.
I nodi sferici alle connessioni fungono sia da nodi strutturali, sia da punti di snodo veicolare per gli ascensori e altre unità di trasporto elettriche.

## Traffico e costruzioni interne
I trasporti sono stati progettati con lungimiranza tecnologica e rigoroso rispetto ambientale. La piramide di Tokyo intende rappresentare il primo esempio tangibile di una città sul mare in perfetta armonia con la natura, in grado di produrre energia da sé, senza le nocive immissioni tipiche di una metropoli tradizionale.
All'interno della città infatti il sistema di ascensori trasporta cose e persone con una velocità impressionante attraverso gli elementi strutturali di sostegno, con una deviazione presso le destinazioni secondarie gestite in maniera capillare. Il complesso sistema di gestione del traffico si articola in tre tipologie di veicoli:
- Ascensori principali
- Ascensori inclinati
- Trasporto rapido personale: costituito da taxi elettrici automatici che viaggiano attraverso gli elementi del telaio strutturale.

Le abitazioni e gli uffici saranno distribuiti in grattacieli
di 30 piani, praticamente sospesi in aria, all'interno della piramide, e attaccati ai nanotubi cavi, che sorreggono l'intero complesso.